# Faisão-australiano
Peru-do-mato-ocelado, frango-do-méli ou faisão-australiano (Leipoa ocellata) é uma espécie de ave da família dos megapodiídeos endêmico da Austrália, conhecido no país como malleefowl (algo como faisão de Mallee). É um pássaro corpulento, com o tamanho de uma galinha doméstica (a que é parente distante, sendo galiforme). Ocupa a região semi-árida do Mallee e a periferia das áreas relativamente férteis do sul da Austrália.
Esta espécie é a ave que constrói o ninho de maior tamanho entre todas as existentes. Não se conhecem subespécies.

## Conservação

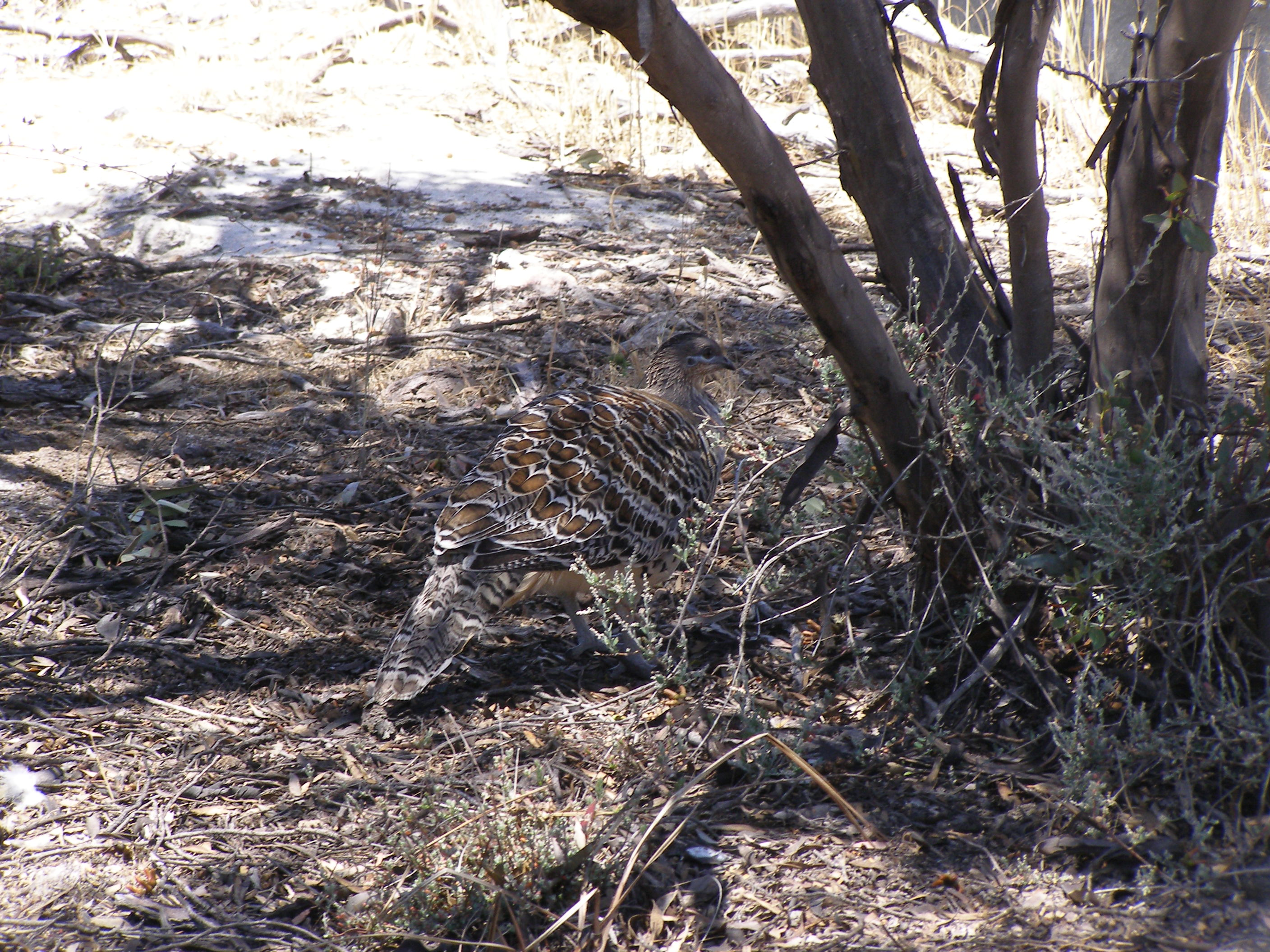
Faisão-australiano camuflado

O faisão-australiano é tímido e cauteloso, é uma ave solitária que costuma voar apenas para escapar do perigo ou para empoleirar-se. Embora seja muito ativo, ele raramente é visto, quando se sente perturbado ele fica imóvel confiando na sua plumagem mimetizada para torná-lo invisível, ou então, desaparece silenciosamente e rapidamente na vegetação rasteira (voa apenas se for surpreendido ou perseguido). Possui muitas táticas para fugir dos predadores.

## Reprodução
Os casais ocupam o mesmo território, mas normalmente dormem e se alimentam separadamente: o seu comportamento social é o suficiente para permitir o acasalamento durante a temporada de procriação e até um pouco depois.
No inverno, o macho escolhe uma pequena área de terreno, geralmente num espaço aberto entre as árvores raquíticas de Mallee, e cava um buraco de cerca de três metros de largura e um pouco menos de um metro de profundidade no solo arenoso ciscando para trás com os pés. No final do inverno e início da primavera, ele começa a coletar material orgânico para encher o buraco, buscando paus, folhas, gravetos e cascas de árvores e capins secos de até 50 metros nos arredores. Então, constrói um monte e deste faz o seu ninho, geralmente com 0,6 metros acima do nível do solo. A quantidade de cisco no monte varia, pode ser quase que inteiramente de material orgânico, mais areia, ou de qualquer outra forma.
Depois da chuva, ele vira e mistura o material para promover a decomposição  e, se as condições permitirem, ele cava uma câmara de ovos em agosto (último mês do inverno do sul). A fêmea, por vezes, ajuda a escavar a câmara dos ovos, o tempo varia conforme a temperatura e a pluviosidade. A fêmea põe entre setembro e fevereiro, desde que tenha havido chuva suficiente para iniciar a decomposição orgânica do monte de cisco. O macho continua a manter o monte, adicionando, gradualmente, mais terra na mistura com a aproximação do verão (presumivelmente para regular a temperatura).

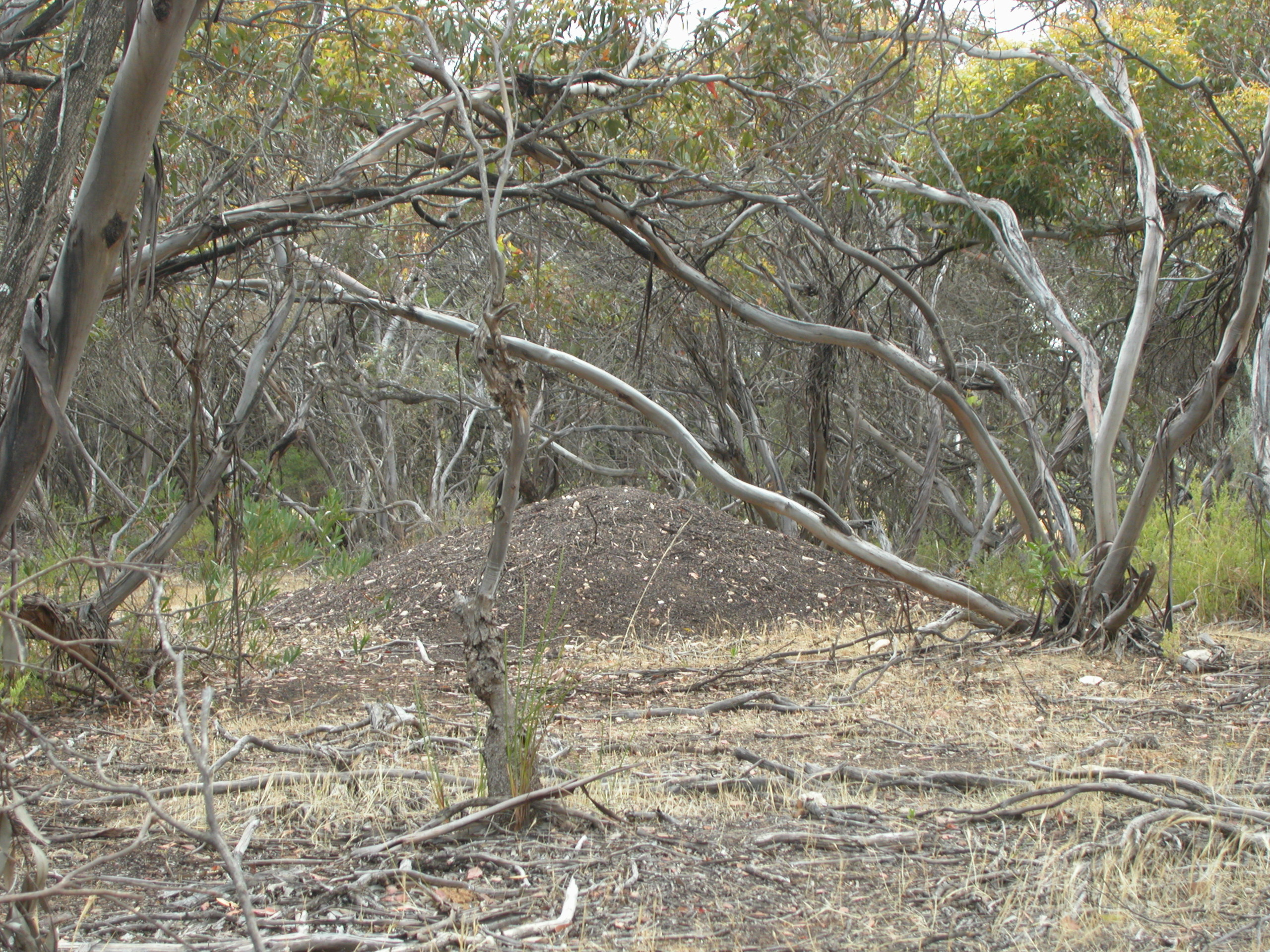
Ninho do faisão-australiano

Geralmente, os machos constroem seus montes primeiro (ou aproveitam um já existente) no seu quarto ano de vida, mas tendem a não alcançar uma estrutura impressionante como a das aves mais velhas. Os ninhos são feitos para serem aproveitados por toda a vida, e, embora os machos permaneçam nas proximidades para defender o ninho durante nove meses por ano, eles podem passear noutros momentos, nem sempre retornando ao mesmo território depois.
A fêmea põe, em dois ou três lugares, mais de trinta ovos grandes, de casca fina, a maioria com cerca de 15 cm; geralmente em uma semana. Cada ovo pesa cerca de 10% do peso do corpo da fêmea, é comum para ela pôr 250% do seu próprio peso. O tamanho da ninhada varia muito entre as aves e com a chuva. O tempo de incubação depende da temperatura e pode durar entre 50 e quase 100 dias.
Os filhotes usam seus fortes pés para sair do ovo, em seguida, deita de costas e arranha o seu caminho em direção à superfície, lutando arduamente por cinco ou dez minutos para ganhar de 3 a 15 cm a cada vez e, depois, descansa cerca de uma hora antes de começar novamente. Chegar à superfície leva entre 2 e 15 horas. A pequena ave salta inesperadamente para fora do ninho sem nenhum aviso prévio, com olhos e bico bem fechados, logo em seguida respira fundo e abre os olhos, antes de se imobilizar por até 20 minutos.

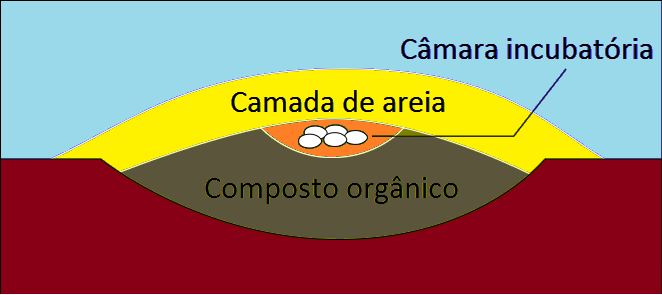
Seção transversal de um ninho de um faisão-australiano, mostrando camada de areia (até 1 m de espessura) utilizados para o isolamento; câmara com ovos, e a camada de composto orgânico. A câmara incubatória é mantida a uma temperatura constante de 33 °C, abrindo e fechando saídas de ar na camada de isolamento, enquanto o calor vem do composto abaixo.

O filhote, então, rapidamente emerge para fora do buraco e rola ou cambaleia à base do monte, desaparecendo no matagal em instantes. Dentro de uma hora ele será capaz de correr razoavelmente bem, podendo percorrer rapidamente curtas distâncias em duas horas, e, apesar da sua cauda ainda não ter crescido, ele pode voar fortemente dentro de um dia.
Os filhotes não têm contato com os adultos ou com os outros filhotes: eles tendem a eclodir um de cada vez, e aves de qualquer idade ignoram umas às outras, exceto para o acasalamento e disputas territoriais.

## Estado de conservação
Pela sua população, o faisão-de-mallee é considerado ameaçado.  A predação dada pela introduzida raposa-vermelha é um fator, mas as questões críticas são a alteração dos ciclos de queimadas e a destruição e fragmentação do seu habitat natural, assim como o vombate-de-nariz-peludo do sul da Austrália, é particularmente vulnerável ao aumento da frequência e severidade da seca que resultaram das mudanças climáticas. Antes da chegada dos europeus, o faisão-de-mallee era encontrado ao longo de enormes faixas da Austrália.

## Leia mais
- Frith, H.J. (1962). en:The Mallee-Fowl. The Bird that Builds an Incubator. Angus & Robertson: Sydney.